# Xenopus ruwenzoriensis
Xenopus ruwenzoriensis es una especie de anfibio anuro de la familia Pipidae.

## Distribución geográfica
Esta especie se encuentra:
- en el este de la República Democrática del Congo;
- en el oeste de Uganda.[3]

## Etimología
Su nombre de la especie, compuesto de ruwenzori y el sufijo latín -ensis, significa "que vive, que habita", y le fue dado en referencia al lugar de su descubrimiento, el valle de Semliki en la cadena de Ruwenzori en la frontera de Uganda y la República Democrática del Congo.

## Publicación original
- Tymowska & Fischberg, 1973 : Chromosome complements of the genus Xenopus. Chromosoma, vol. 44, p. 335-342.[4]